# Kees Versteegh
Cornelis (Kees) Henricus Maria Versteegh (1947) is een Nederlandse arabist en taalkundige. Tot 1987 werkte hij op de afdeling Talen en Culturen van het Midden-Oosten (TCMO) van de (toenmalige) Katholieke Universiteit Nijmegen. Van 1987 tot 1989 was hij directeur van het Nederlands-Vlaams Instituut te Caïro en daarna tot 2011 hoogleraar Arabisch en Islam aan de Radboud Universiteit Nijmegen. 

## Onderwijs
Kees Versteegh heeft zowel klassieke als Semitische talen gestudeerd. Vanaf 1972 verzorgde hij het onderwijs in taalverwerving van het Arabisch en de Arabische taalkunde aan het 'Instituut voor Talen en Culturen van het Midden-Oosten' (TCMO). Hij wist zijn lessen taalverwerving te verbinden met zijn wetenschappelijke belangstelling voor en grote kennis van historische taalkunde. Zo stelde hij voor het onderwijs in taalverwerving klassiek Arabisch aan tweedejaars studenten drie bundels klassiek wetenschappelijk proza samen, te weten grammaticale teksten, historische teksten en medische teksten (inclusief een beschrijving van een oogoperatie). Vanwege zijn onderwijsprestaties ontving Kees Versteegh op 24 september 2009 de Onderwijsprijs Letteren 2009 van de Radboud Universiteit.

## Onderzoek
Het onderzoeksterrein van Kees Versteegh omvat de Arabische taalkunde. Hij richtte zich met name op processen van taalverandering en op taalcontact. In 1977 promoveerde hij op Greek elements in Arabic linguistic thinking. Dit proefschrift werd gevolgd door een aantal studies over de geschiedenis van de Arabische linguïstiek en de ontwikkeling van Arabische taalkundige theorieën, die hem tot een specialist op dit terrein maakte. Een tweede hoofdterrein van zijn taalkundig onderzoek vormde de studie naar taalkundige variëteiten en het verschijnsel van diglossie binnen het Arabisch. Zo onderzocht hij in dit kader de grammatica van de vroege Koran-exegese. Verder schreef hij samen met Arie Schippers Het Arabisch. Norm en realiteit. Met norm wordt bedoeld het Standaardarabisch, dat al in de Middeleeuwen vanuit de Koran werd vastgesteld. Deze norm wijkt echter sterk af van de vele daadwerkelijk gesproken dialecten. In 1997 verscheen The Arabic Language, waarin de door hem onderzochte aspecten van het Arabisch systematisch en in de vorm van een handboek aan de orde komen.
Kees Versteegh vormde samen met Manfred Woidich en Jan Hoogland de hoofdredactie van twee handwoordenboeken, het Woordenboek Nederlands-Arabisch en het Woordenboek Arabisch Nederlands. De redactionele werkzaamheden werden verricht in opdracht van de 'Commissie Lexicografische Vertaalvoorzieningen' (CLVV), een gemengd Vlaams-Nederlands overheidsinitiatief binnen de Nederlandse Taalunie, gericht op de ontwikkeling van tweetalige woordenboeken. Het project werd uitgevoerd door de afdeling 'Talen en Culturen van het Midden-Oosten' van de Universiteit Nijmegen. In 2003 verscheen van beide woordenboeken de eerste druk.
Als hoofdredacteur verzorgde hij de uitgave van de Encyclopedia of Arabic Language and Linguistics, die tussen 2006 en 2009 in vijf delen verscheen.

## Hoogleraar
Kees Versteegh werd in 1989 benoemd tot hoogleraar Talen en culturen van het Midden-Oosten en de leer en instellingen van de Islam, als opvolger van J.R.T.M. Peters. Zijn inaugurele rede had als titel Over taal en verandering, een thema dat weer terugkeerde bij zijn afscheidsrede, die dezelfde titel droeg. Uit budgettaire overwegingen werd in 2009 (na een dreigende opheffing) de opleiding Arabisch en Islam als Islamstudies ondergebracht bij Religiestudies, een onderdeel van de Faculteit der Filosofie, Theologie en Religiewetenschappen. Hoewel Arabische taalverwerving behouden bleef (als onderdeel van Islamstudies), betekende het emeritaat van Kees Versteegh in april 2011 feitelijk het einde van de brede studie Arabisch aan de Radboud Universiteit Nijmegen.

## Belangrijkste werken
- (2024), Fantastic languages and how to learn them. A linguistic autobiography (ms. 2024)
- Foundations of Arabic Linguistics, Leiden (Brill):
  - (2019) vol.4, The Evolution of Theory, (redactie) Manuela E.B. Giolfo en Kees Versteegh, ISBN 9789004389687, Studies in Semitic Languages and Linguistics, 97.
  - (2018) vol.3, The Development of a Tradition. Continuity and Change, (redactie) Georgine Ayoub en Kees Versteegh, ISBN 9789004363465, Studies in Semitic Languages and Linguistics, 94.
  - (2015) vol.2, Kitāb Sībawayhi. Interpretation and Transmission, (redactie) Amal Elesha Marogy en Kees Versteegh, ISBN 9789004302297, Studies in Semitic Languages and Linguistics, 83.
  - (2012) vol.1, Sībawayhi and Early Arabic Grammatical Theory,  (redactie) Amal Elesha Marogy en Michael G. Carter, ISBN 9789004223592, Studies in Semitic Languages and Linguistics, 65.
- (2011), Over taal en verandering, Nijmegen (Radboud Universiteit Nijmegen), ISBN 978-90-9026164-5.
  - Afscheidsrede Radboud Universiteit Nijmegen. Klik hier voor een online-versie.
- (2006-2009), Encyclopedia of Arabic Language and Linguistics (hoofdredacteur), Leiden (Brill), 5 delen, ISBN 978-90-04-14973-1 (set).
  - deel 1 A-Ed; deel 2 Eg-Lan; deel 3 Lat-Pu; deel 4 Q-Z; deel 5 Index
- (2003) Woordenboek Arabisch-Nederlands = Qāmūs ʿArabī-Hūlandī, Amsterdam (Bulaaq), hoofdredacteurs Jan Hoogland, Kees Versteegh en Manfred Woidich , ISBN 90-5460-079-9.
- (2003) Woordenboek Nederlands-Arabisch = Qāmūs Hūlandī-ʿArabī, Amsterdam (Bulaaq), hoofdredacteurs Jan Hoogland, Kees Versteegh en Manfred Woidich , ISBN 90-5460-078-0.
- (1997), The Arabic Language, Edinburgh (Edinburgh University Press), ISBN 0-7486-0694-7 (herziene druk 2001, ISBN 0-7486-1436-2 en 2014, ISBN 978-0-7486-45275).
- (1997), The Arabic Linguistic Tradition (Landmarks in Linguistic Thought deel III), Londen (Routledge), ISBN 0-415-14062-5, ISBN 0-415-15757-9 pbk, (Reeks: Routledge History of Linguistic Thought).
- (1995), The Explanation of Linguistic Causes. Az-Zağğāğī's Theory of Grammar. Introduction, Translation, Commentary, Amsterdam (Benjamins), ISBN 90-272-4562-2 (ISBN 1-556-19611-3). (Reeks: Amsterdam Studies in the Theory and History of Linguistic Science, series 3, Studies in the History of the Language Sciences 75). 
  - Vertaling van en commentaar op Kitāb al-ʾĪḍāḥ fī ʿilal an-naḥw (كتاب الإيضاح في علال النحو) door Abū al-Qāsim ʿAbd al-Raḥmān bin Isḥāq al-Zaǧǧāǧī (ابو القاسم عبد الرحمن بن إسحاق لزجاجي) uit AH 337 (AD 950).
- (1993), Arabic Grammar and Qurʾanic Exegesis in Early Islam, Leiden (Brill), ISBN 90-04-09845-3 (reeks: Studies in Semitic Languages and Linguistics 19).
- (1992), "De val van de Barmakiden volgens Ṭabarī" in: Moor, Ed de (ed.), Elf wijzen van interpreteren. Essays over het lezen van teksten uit het islamitisch cultuurgebied, Nijmegen (Instituut voor Talen en Culturen van het Midden-Oosten) 1992, pp. 117-126.
- (1992), The History of Linguistics in the Low Countries (Jan Noordegraaf, Kees Versteegh en Konrad Koerner (red), Amsterdam (Benjamins), ISBN 90-272-4551-7 (ISBN 1-556-19359-9), (Reeks: Amsterdam Studies in the Theory and History of Linguistic Science, series 3, Studies in the History of Linguistics 64).
- (1990), Over taal en verandering, Nijmegen (Katholieke Universiteit), ISBN 90-373-0047-2.
  - Inaugurele rede Nijmegen.
- (1987), Het Arabisch. Norm en realiteit, met Arie Schippers, Muiderberg (Coutinho), ISBN 90-6283-677-1.
- (1986), History of Arabic Grammar, Nijmegen (Instituut voor Talen en Culturen van het Midden Oosten Katholieke Universiteit), (Reeks: Newsletter 5).
- (1985), Seizoen van de trek naar het noorden, Amsterdam (Atlas), ISBN 978-90-450-0568-3, (2e druk 2008).
  - Vertaling van Mawsim al-hizjra ila sj-sjamaal (موسم الهجرة إلى الشمال) door Tayyib Salih (الطيب صالح).
- (1984), Pidginization and Creolization. The Case of Arabic, Amsterdam-Philadelphia (John Benjamins), ISBN 90-272-3529-5, (Reeks: Amsterdam Studies in the Theory and History of Linguistic Science, series 4, Current Issues in Linguistic Theory 33).
- (1983), The History of Linguistics in the Near East, redactie met Konrad Koerner, Amsterdam (Benjamins), ISBN 90-272-4509-6, (reeks: Amsterdam Studies in the Theory and History of Linguistic Science, series 3, Studies in the History of Linguistics 28).
- (1978), Arabisch wetenschappelijk proza , Nijmegen (Katholieke Universiteit), (reeks: Werkschriften van het Instituut voor talen en culturen van het Midden-Oosten 2-3-4).
  - deel 1: Grammatikale teksten; deel 2: Historische teksten; deel 3: Medische teksten.
- (1977), Greek Elements in Arabic Linguistic Thinking,  Leiden (Brill), ISBN 90-04-04855-3 (reeks: Studies in Semitic Languages and Linguistics 7). 
  - Proefschrift Nijmegen.